# Міклош Вешшелені
Міклош Вешшелені (угор. Wesselényi Miklós; 30 грудня 1796, Жибоу — 21 квітня 1850, Будапешт) — барон, угорський політичний діяч.

## Біографія
Славився успадкованою від батька фізичною силою і успіхами в різних видах спорту. Політичну діяльність почав в 1818 році в Трансільванії. У 1821—1822 роках здійснив турне по Європі в компанії свого товариша графа Іштвана Сечені.
Засідав з 1832 року в Угорських державних зборах і був, поряд з письменником Ференцем Кельчеї, ватажком ліберальної дворянської опозиції в цьому сеймі. У 1833 році видав книгу «Забобони», що викладає вимоги реформ, з якими він виступав з 1831 року, включаючи ліквідацію кріпацтва (звільнення кріпаків від феодальних повинностей за викуп) і унію Трансільванії і Королівства Угорщина.
За його діяльність Габсбурзький уряд його неодноразово переслідував, і проти нього було розпочато великий процес за звинуваченням у державній зраді, на якому його захисником виступав Ференц Кельчеї. Під час судового процесу, коли в 1838 році сталася повінь в Пешті, Вешшелені власноруч рятував людей, за що його прозвали árvízi hajós (човняр паводка). За вироком суду отримав три роки в'язниці. Осліплий у в'язниці, він був переведений з замку Буди в силезский санаторій Фрайвальдау (Есеник) і звільнений в 1843 році.
Він належав до партії Лайоша Кошута і брав участь в політичній боротьбі угорського сейму, але залишив його, коли 1848 року спалахнула революція, приєднавшись до угодовської «Партії миру».
Написав кілька політичних брошур, з яких відомі: «Balitéletek» («Забобони», Бухарест, 1833) і «Szozat a magyar is szlàv nemzetiség ügyében» («Заклик до мадярської і слов'янської нації», Лейпциг, 1843).
Член Угорської академії наук з 1830 року.

## Вшанування пам'яті
1902 року у румунському місті Залеу встановлоений пам'ятник Міклошу Вешшелені роботи угорського скульптора Яноша Фадруса.

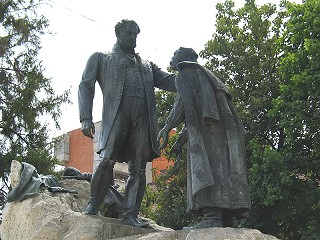
Пам'ятник Міклошу Вешшелені у Залеу